# Galumna monticola
Galumna monticola är en kvalsterart som beskrevs av Hammer 1977. Galumna monticola ingår i släktet Galumna och familjen Galumnidae. Inga underarter finns listade i Catalogue of Life.